# Hanna Pakarinen
Hanna Helena Pakarinen (n. 17 aprilie 1981, Finlanda) este o cântăreață de muzică pop și rock. Cariera sa muzicală a început o dată cu participarea sa la concursul Idol, varianta finlandeză a concursului britanic Pop Idol în 2004 și câștigarea acestuia. Câștigarea concursului i-a adus Hannei un contract cu casa de discuri Sony BMG. Pakarinen este una dintre cele mai cunoscute interprete finlandeze de cântece în limba engleză din Finlanda. Succesul internațional al Hannei a apărut datorită participării sale la Concursului Muzical Eurovision la care a participat cu piesa „Leave Me Alone”.